# گازوویتسه
گازوویتسه (به لهستانی:  Gadzowice) یک روستا در لهستان است که در گمینا گووبچتسه واقع شده‌است.